# Euphyia luxuriata
Euphyia luxuriata är en fjärilsart som beskrevs av Louis Beethoven Prout 1910. Euphyia luxuriata ingår i släktet Euphyia och familjen mätare. Inga underarter finns listade i Catalogue of Life.